# Svijet znanosti
Svijet znanosti je hrvatska televizijska emisija koja gledateljima donosi aktualnosti, najnovija istraživanja i otkrića te njihove implikacije na svakodnevni život. Fokusira se na inovacije, tehnologiju, ekologiju, medicinu, i druga znanstvena područja.
Premijerno se prikazuje od 18. rujna 2024. na Drugom programu HRT-a.
Voditeljica emisije je Stephanie Stelko dok priloge za emisiju pripremaju Helena Krmpotić, Sandra Pavković, Mirjana Srhoj i Maja Vađić.

## Pregled emisije
| Sezona | Sezona | Epizode | Epizode | Originalno emitiranje | Originalno emitiranje |
| Sezona | Sezona | Epizode | Epizode | Premijera             | Finale                |
| ------ | ------ | ------- | ------- | --------------------- | --------------------- |
|        | 1.     | 3       | 3       | 18. rujna 2024.       | n. p.                 |